# Vesiolye Ulybki
Vesiolye Ulybki (kyrilliska: Весёлые улыбки engelska: Happy Smiles. Engelsk albumtitel: Waste Management) är det tredje albumet av den ryska rockgruppen Tatu. 
Albumet släpptes på ryska i september 2008 efter en hel del förseningar. Den 30 oktober 2009 släpptes albumet på engelska. t.A.T.u. har meddelat att Jelena Katina kommer att satsa på en solokarriär och att t.A.T.u. kommer i andra hand tills vidare. Belyj Plasjtjik, You and I, Snegopady och 220 släpptes som singlar. Marsianskie Glaza och de tidigare nämna låtarna har spelats live ett flertal gånger. You and I är den låt som fått mest uppmärksamhet och blivit mest uppskattad bland både fans och kritiker.

## Låtlista
- Notera: Låttitel = Officiell titel (kyrillisk titel, engelsk titel) - längd

1. Intro (instrumental) - 3.09
2. Belyj Plasjtjik (Белый плащик, White Robe) - 03:14
3. You and I - 03:16
4. Snegopady (Снегопады, Snowfalls) - 03:15
5. 220 - 03:07
6. Marsianskie Glaza (Марсианские глаза, Martian Eyes) 03:10
7. Tjelovetjki (Человечки, Little People) 03:27
8. Vesiolye Ulybki (instrumental) (Весёлые улыбки, Happy Smiles) 02:05
9. Running Blind - 03:47
10. Fly on the Wall - 04:00
11. Vremja Luny (Время Луны, Time of the Moon) - 03:23
12. Ne Zjalej (Не жалей, Don't Regret) - 03:06